# 凱文·若瑟·法雷爾
凱文·若瑟·法雷爾（英語：Kevin Joseph Farrell；1947年9月2日—）是美國籍天主教樞機，也是現任平信徒暨家庭與生命部部長兼羅馬聖教會總司庫。

## 生平
法雷爾于1947年9月2日在愛爾蘭都柏林出生，從小便說愛爾蘭語，他有一個哥哥。他目前正在聖座擔任宗座基督徒合一促進理事會秘書長。他於1966年加入了基督軍團修會，他並在西班牙薩拉曼卡大學獲得了文學學士學位，隨後又在羅馬宗座額我略大學獲得哲學碩士和神學學位。
後來，於1978年12月24日晉鐸。隨後，他擔任墨西哥蒙特雷大學駐校司鐸，並擔任生物倫理學和社會倫理學講師。他也是基督軍團修會負責擔任管理意大利、西班牙和愛爾蘭的神學院和學校。
2001年12月28日，法雷爾獲時任教宗若望·保祿二世任命為華盛頓總教區輔理主教，領Rusuccuru領銜教區主教銜，並於隔年2月11日晉牧。2007年改為出任達拉斯教區主教。
於2016年8月15日教宗方濟各簽署《殷勤的母親》手諭，成立聖座平信徒暨家庭與生命部，並任命法雷爾出任首任部長。法雷爾於同年9月1日就任。2016年10月9日，時任教宗方濟各在三鐘經中宣布，將於同年11月19日擢升法雷爾為樞機。
法雷爾於2019年2月14日獲方濟各任命為總務樞機，接替離世的若望-類斯·托朗樞機。

## 牧徽

凱文·若瑟·法雷爾的主教牧徽
基文·若瑟·法雷爾的樞機牧徽
宗座出缺時基文·若瑟·法雷爾的總務樞機牧徽